# Пукальпа
Пукальпа (исп. Pucallpa) — город на востоке Перу, расположенный на реке Укаяли. Он является административным центром региона Укаяли, провинции Коронель Портильо и районным центром Кальериа.

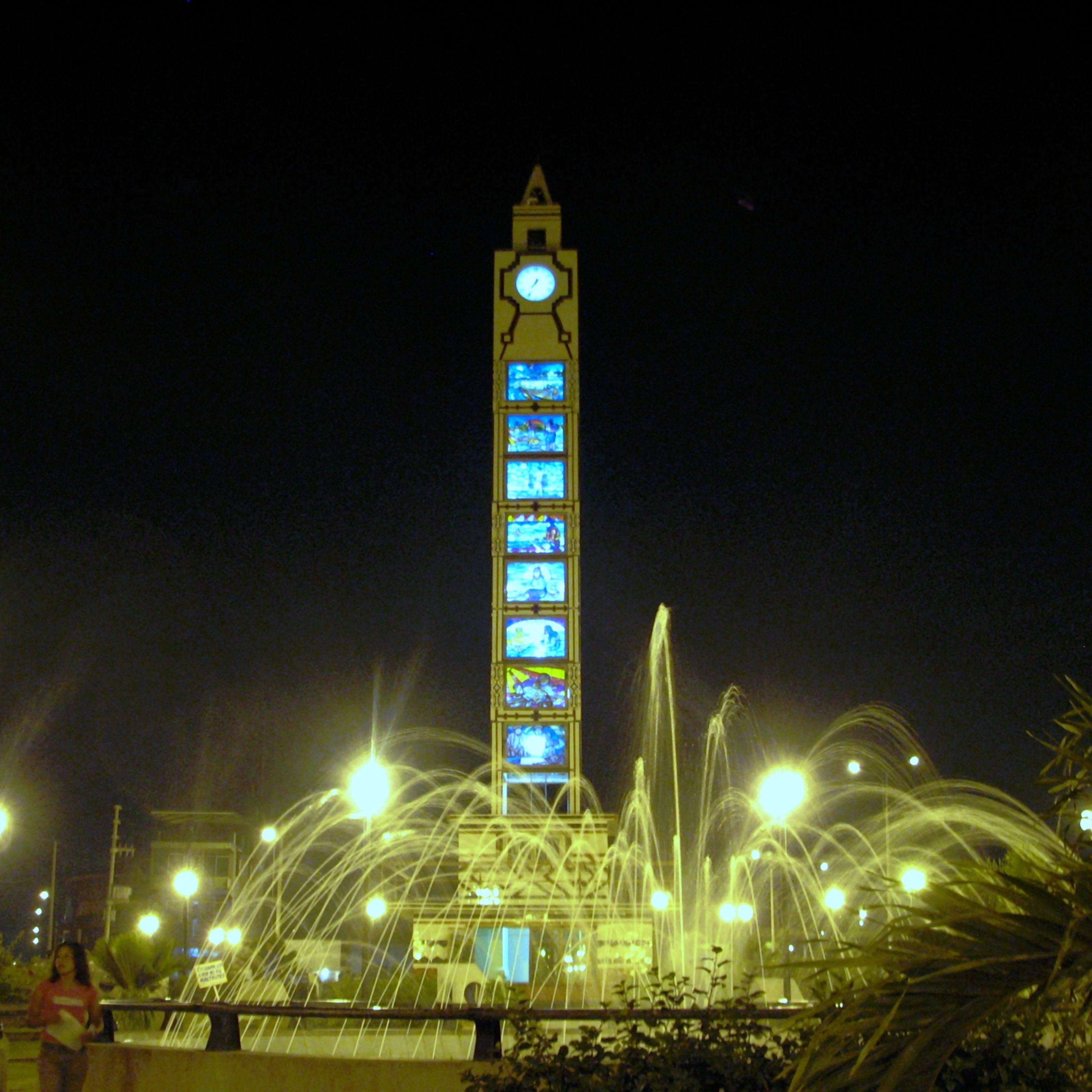
Площадь в Пукальпе и фонтан Сан Мартин.

Пукальпа была основана францисканцами в 1840-х годах, которые переселили сюда несколько семей племени шипибо-конибо. В течение долгого времени Пукальпа была крохотным поселением, изолированным от остальной части страны дождевыми лесами Амазонии и горным массивом Анд. С 1880-х до 1920-х был реализован проект соединения города с другими населёнными пунктами через железную дорогу консорциумом Ferrocarril Central Andino (исп. Ferrocarril Central del Perú). Работы несколько раз прекращались, затем снова возобновлялись, пока, наконец не были брошены окончательно. Изоляция города была закончена со строительством автодороги в 1945 году. Дорога позволила наладить торговые связи, что способствовало росту экономики города и закреплению за ним статуса столицы региона. Однако продолжительные ливни постоянно угрожают разрушением дороги — в этом районе страны часто бывают наводнения и оползни.

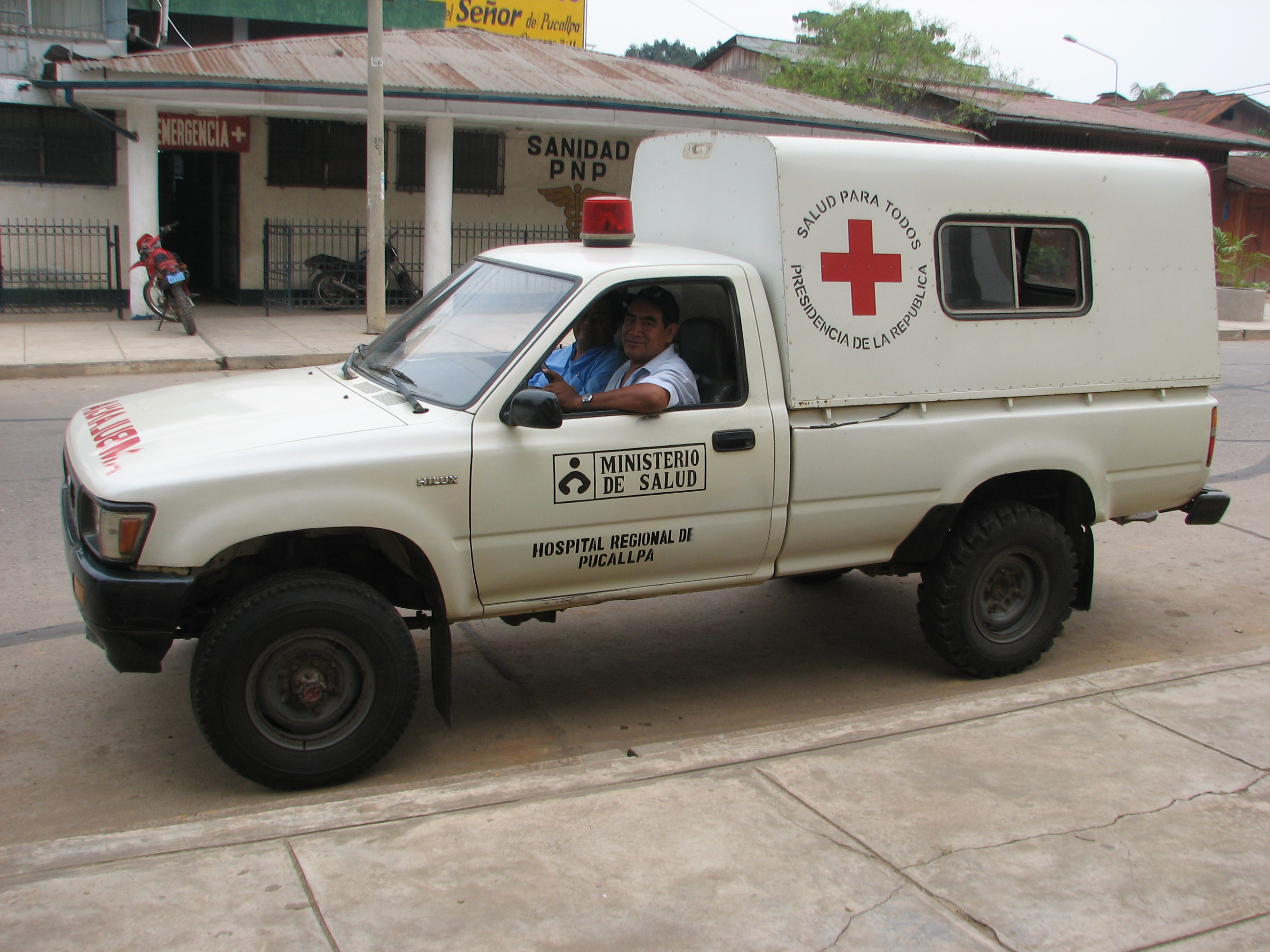
Автомобиль «скорой помощи» в Пукальпе.

Город соединён с внешним миром также через воздушные авиалинии (здесь есть аэропорт) и речной порт «Pucallpillo», который находится практически возле центра города. По реке отсюда можно добраться до Лимы через Уануко и Серро-де-Паско.
Пукальпа является важнейшим центром по обработке древесины. Здесь также находится небольшой нефтеперерабатывающий завод.
Климат города очень тёплый, тропический, средняя температура составляет +26 °С, максимум — до +37 °С.